# Opletník
Opletník (Calystegia) je rod popínavých rostlin rostoucí převážně v mírném a subtropickém pásu na obou polokoulích. Patří do čeledi svlačcovitých a je velmi blízký rodu svlačec, od kterého se morfologicky odlišuje hlavně přítomností dvou velkých listenců pod květem, které z velké části nebo plně zakrývají kalich. Molekulárně-biologické studie dokonce ukazují, že rod opletník fylogeneticky patří přímo do rodu svlačec, který se po vyčlenění opletníků stává parafyletickým. 
Rod opletník obsahuje přibližně 25 druhů, z toho 3 byly zaznamenány v České republice. Nejhojnější je zde o. plotní (C. sepium), občas zplaňuje pěstovaný o. sličný (C. pulchra), zajímavý je exotický opletník břečťanovitý (C. hederacea), který se nejen v Česku, ale v celé Evropě poprvé objevil před čtvrt stoletím jako zavlečený druh.

## Taxonomické pojetí

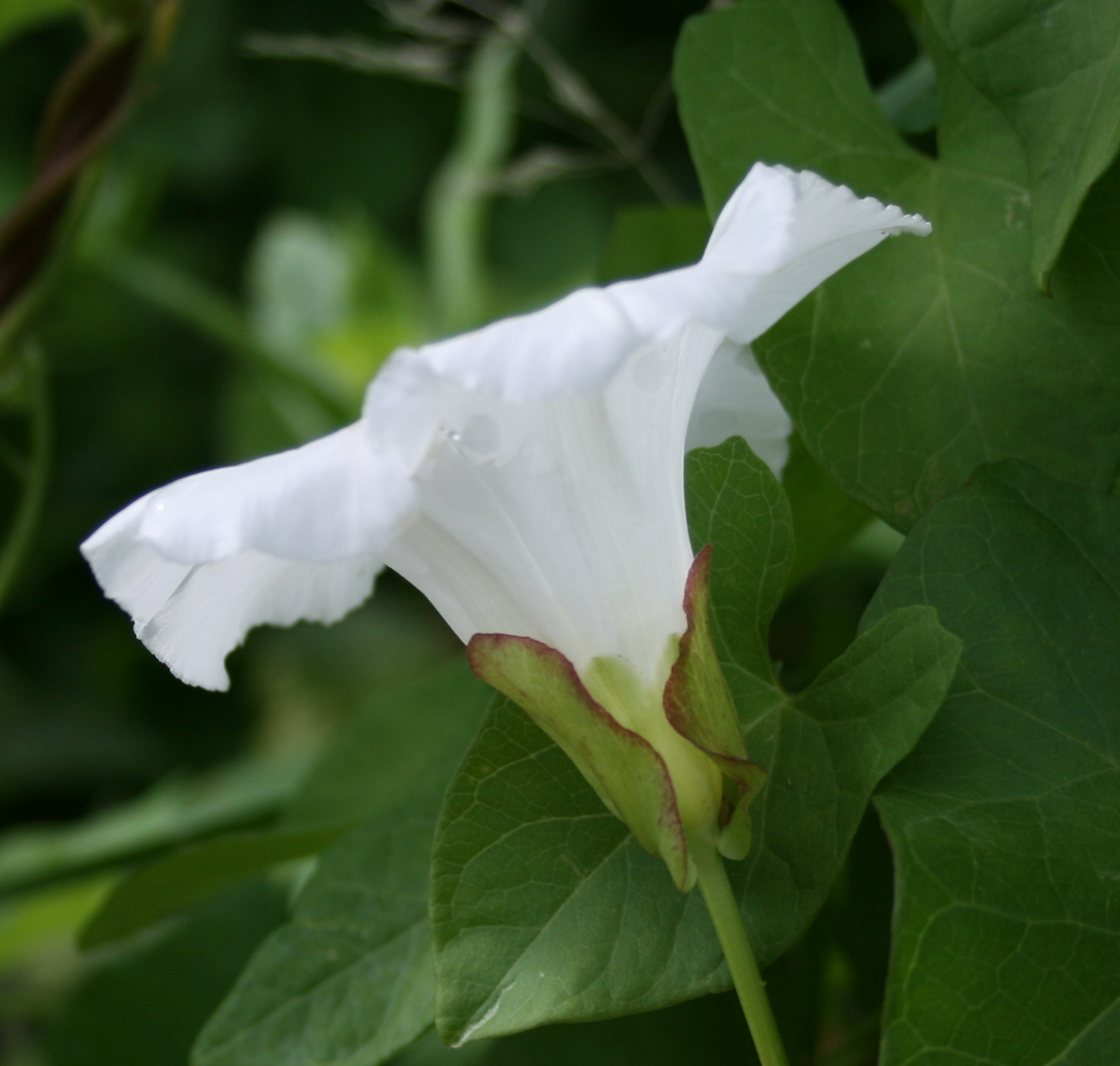
Na této fotografii opletníku plotního jsou dobře zřetelné dva listence těsně obepínající kalich

Rod opletník (Calystegia) byl vyčleněn z rodu svlačec (Convolvulus) skotským botanikem Robertem Brownem r. 1810 na základě několika znaků typických pro opletníky, ale neobvyklých pro (ostatní) svlačce. Jmenovitě jde o výrazné listence přimknuté ke kalichu, zaoblené blizny či stavbu pylových zrn, která jsou u opletníků hladká (neostnitá), s pěti aperturami (ztenčeninami stěny) rozmístěnými po povrchu, zatímco u jiných svlačců jsou vybavena třemi aperturami v ekvatoriální rovině. Přes tyto odlišnosti molekulární studie ukazují, že opletníky jsou monofyletickou vnitřní skupinou rodu svlačec, který se jejich vyčleněním stává parafyletickým. V rámci rodu svlačec patří opletníky do skupiny bylinných, často popínavých svlačců se zřetelnými řapíky (druhá evoluční větev svlačců zahrnuje spíše nepopínavé dřevnaté druhy s nezřetelně řapíkatými až přisedlými listy). Přesto jsou často z praktických důvodů opletníky i v moderní literatuře pojednávány odděleně od „pravých“ svlačců. Jde o obdobnou situaci jako např. u lakušníků/pryskyřníků nebo vrbek/vrbovek. 

## Popis
Opletníky jsou popínavé vytrvalé rostliny s pravotočivými ovíjivými mléčícími lodyhami dorůstajícími délky až 3 m. Mírně hranaté lodyhy, chlupaté nebo holé, vyrůstají z plazivých větvených oddenků, které se rozrůstají do okolí. Nemají-li opletníky oporu, ke které se mohou přichytit, rostou jako plazivé byliny. Listy mají řapíkaté (někdy dosti krátce), mohou být podlouhlé, nebo mít špičatý hrot a u báze dva laloky; někdy jsou dlanitě rozdělené do laloků dále dělených.

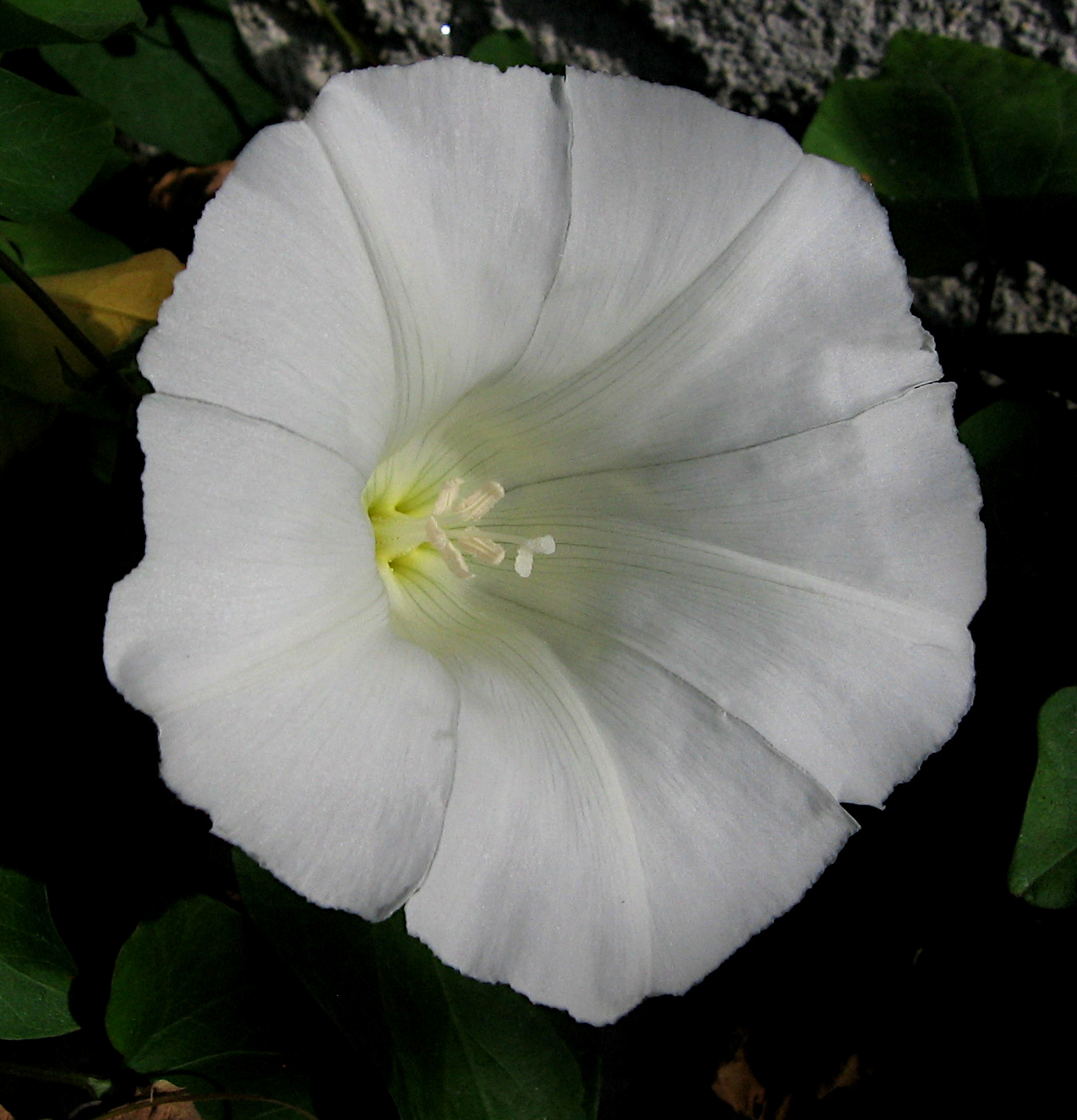
Detail květu opletníku plotního s patrnou bliznou, tyčinkami i nektárii

Květy na stopkách vyrůstají z úžlabí listů jednotlivě nebo v chudokvětých vrcholících. Pod vytrvalým kalichem s pěti téměř vztyčenými lístky jsou dva velké vejčité, někdy nadmuté listence, které kalich alespoň částečně kryjí. Nálevkovitá, případně trubkovitá koruna je tvořena pěti srostlými bílými, růžovými nebo světle žlutými lístky, které jsou lysé. Vespod kolem semeníku jsou vytvořena nektária.
Jednopouzdrý semeník obsahuje čtyři vajíčka, čnělka nese bliznu dělenou do dvou podlouhlých nebo kyjovitých laloků. Tyčinek je pět. Plody jsou špatně pukavé, lysé, kulovité až vejčité tobolky obsahující nejčastěji 4 semena.

## Význam
Bujně rostoucí opletníky vyžadují dostatek vláhy a světla, které si dokážou zajistit rychlým růstem. Pokud se pnou po užitkových rostlinách, velmi jim škodí, z půdy odebírají vláhu a živiny, zastiňují je a svou hmotností a velkou plochou listů za deště a větru zapříčiňují jejich polehání. Kvůli rozsáhlému oddenkovému systému se špatně plejí. V některých teplejších oblastech na východě Severní Ameriky, kde se vyskytuje nejvíce druhů (převážně endemických), je opletník obecně považován za nepříjemný plevel.

## Výskyt
Na světě roste podle pojetí asi 12–25 obtížně vymezitelných a vzájemně do sebe přecházejících druhů. Vyskytují se na všech kontinentech (kromě Antarktidy), nejčastěji v mírném pásu severní polokoule; vyšší počet endemických druhů se vyskytuje v severoamerické Kalifornii. V přírodě České republiky byly zaznamenány tři druhy opletníků: obecně rozšířený a původní opletník plotní (C. sepium), pěstovaný a místy zplaněle rostoucí o. sličný (C. pulchra) a výjimečně zavlékaný o. břečťanovitý (C. hederacea).

## Galerie

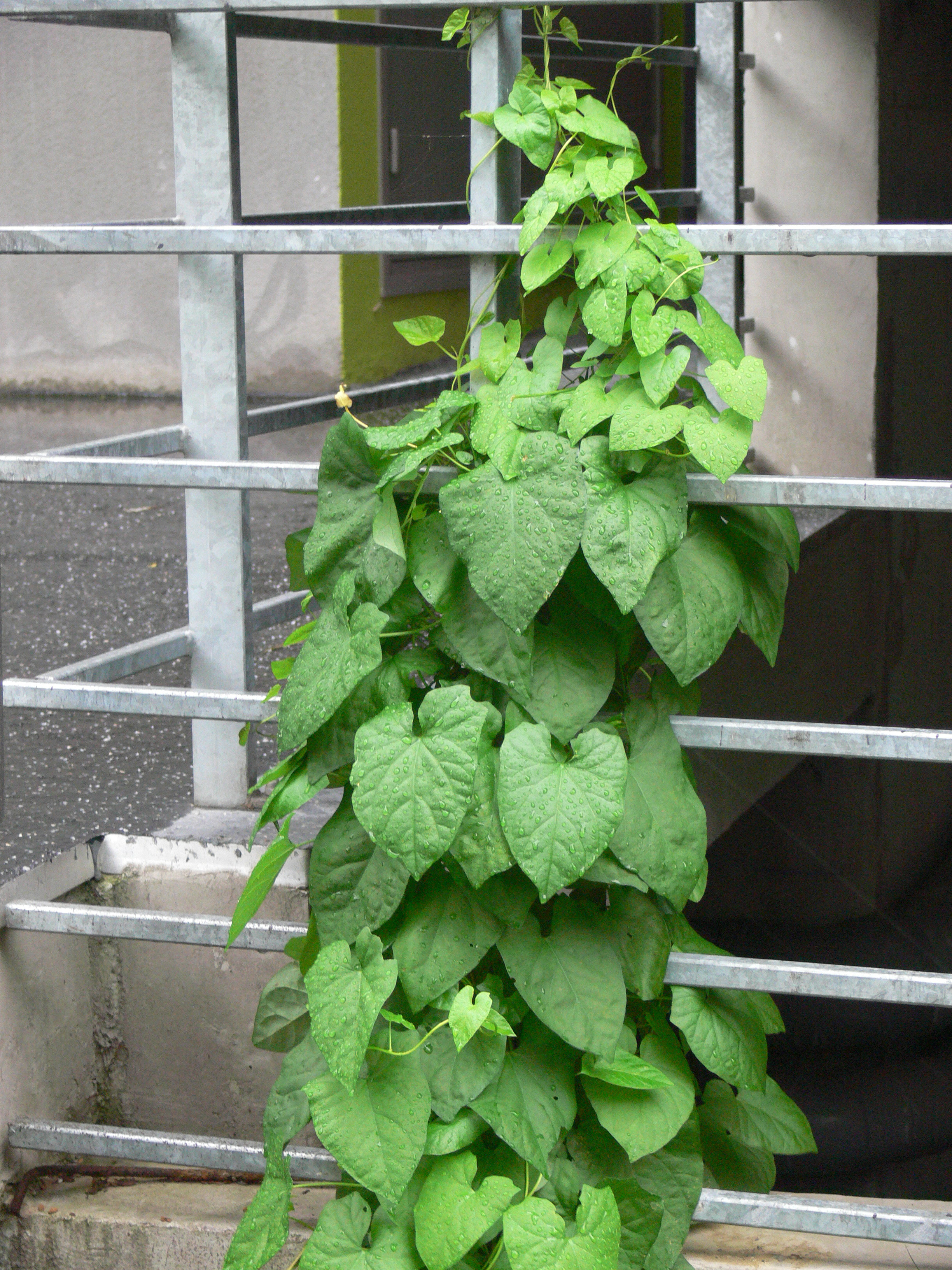
Po opoře se pnoucí opletník plotní
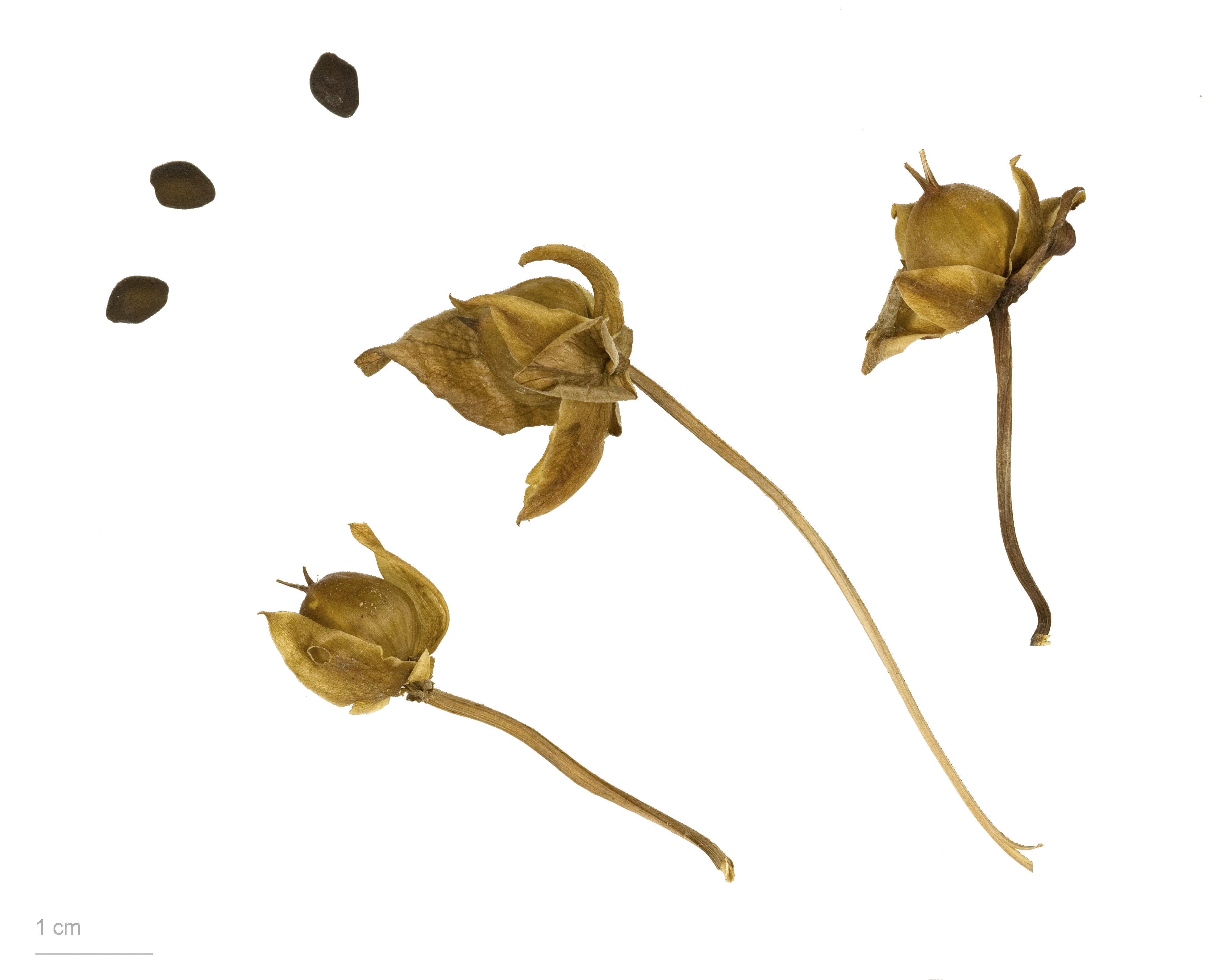
Tobolky a semena opletníku plotního
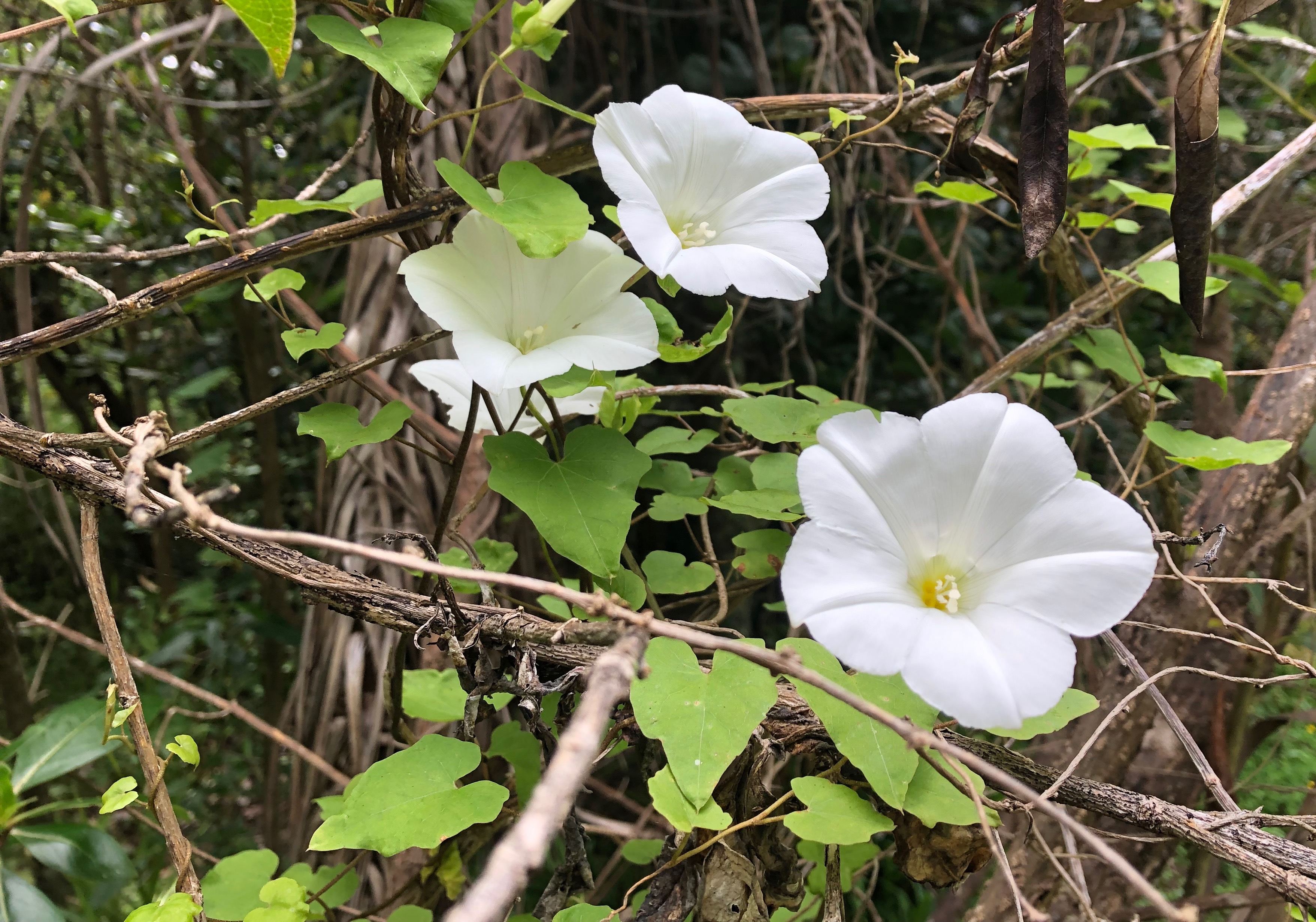
Calystegia tuguriorum z Nového Zélandu, Chile a některých ostrovů jižního Pacifiku a Atlantiku
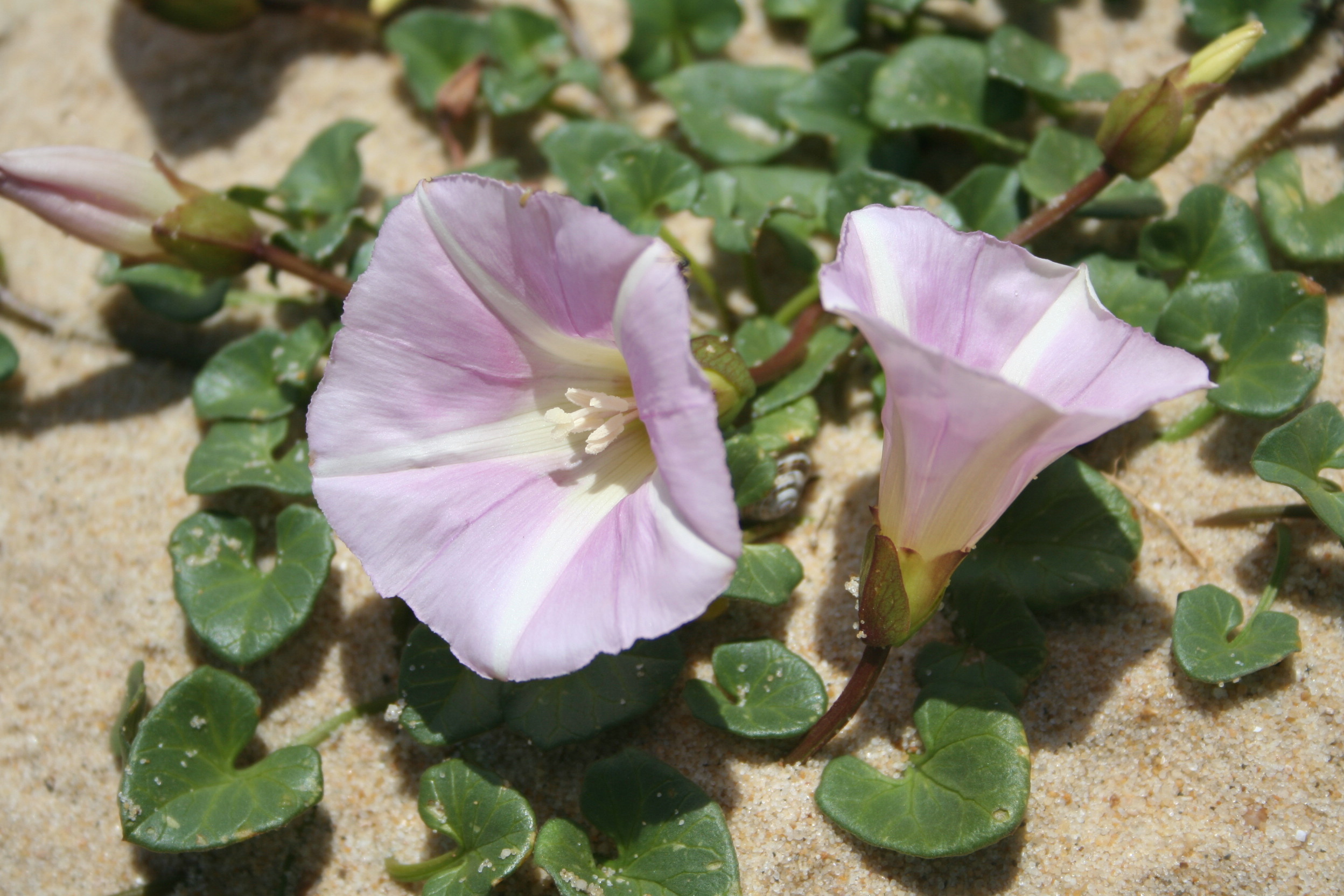
Kosmopolitně se vyskytující Calystegia soldanella nejčastěji roste na pobřežních písčinách